# Dánia himnusza

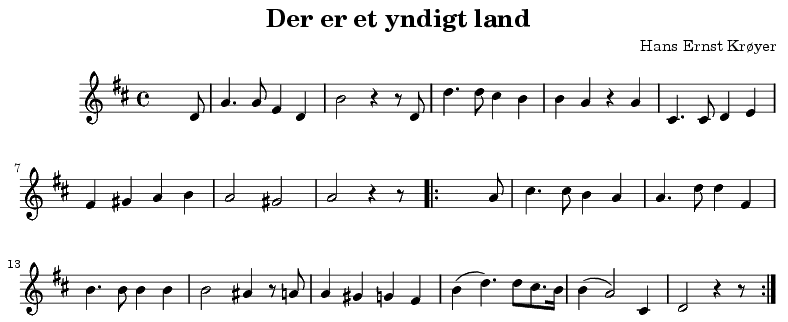
A himnusz kottája

Dánia abban a különleges helyzetben van, hogy két hivatalos nemzeti himnusza is van. Legtöbbször a Der er et yndigt land kezdetű dalt használják. Ennek szövegét a dán költő Adam Oehlenschläger írta 1819-ben, zenéjét pedig Hans Ernst Krøyer szerezte 1835-ben és 1844 óta használatos.
A Kong Kristian is nemzeti himnusz, de inkább a királyi család himnusza. Ezt hivatalos látogatásokkor, sport és kulturális eseményeken használják akkor, ha valamely kormánytag is jelen van. Szövegét Johannes Ewald írta 1779-ben, zenéjét pedig D.F.R. Kuhlau 1828-ban. Ez 1830 óta használatos.
Hans Ernst Krøyer (1798-1879) – Adam Oehlenschläger (1779-1850):

## A dán szöveg
Der er et yndigt land,
det står med brede bøge
nær salten østerstrand
Det bugter sig i bakke, dal,
det hedder gamle Danmark
og det er Frejas sal
Der sad i fordums tid
de harniskklædte kæmper,
udhvilede fra strid
Så drog de frem til fjenders mén,
nu hvile deres bene
bag højens bautasten
Det land endnu er skønt,
ti blå sig søen bælter,
og løvet står så grønt
Og ædle kvinder, skønne mø'r
og mænd og raske svende
bebo de danskes øer
Hil drot og fædreland!
Hil hver en danneborger,
som virker, hvad han kan!
Vort gamle Danmark skal bestå,
så længe bøgen spejler
sin top i bølgen blå

## Az első versszak magyarul
Tudok egy szép országot,
Széles, árnyas bükkfákkal,
A tenger sós partjai mellett.
Dombjai, völgyei lankásak,
Ősi neve Dánia,
És ez Freya csarnoka,
És ez Freya csarnoka.
(Általában csak az első versszakot éneklik)